# 马蒂亚斯·贝尔
马蒂亚斯·贝尔（德語：Matthias Behr，1955年4月1日—），生于陶伯比绍夫斯海姆，联邦德国男子击剑运动员。他曾参加1976年、1984年和1988年三届夏季奥运会，共收获一枚金牌和三枚银牌。